# FXX
FXX è un'emittente televisiva statunitense digitale satellitare di proprietà di Disney General Entertainment Content, divisione della The Walt Disney Company, lanciata il 2 settembre 2013 in sostituzione di Fox Soccer. Rivolto agli giovani uomini dai 18 ai 34 anni, il palinsesto del canale è incentrato principalmente su serie televisive e film.

## Lista di programmi originali
- C'è sempre il sole a Philadelphia (It's Always Sunny in Philadelphia) (2013-in corso)
- The League (2013-2015)
- Legit (2014)
- Wilfred (2014)
- Man Seeking Woman (2015-2017)
- You're the Worst (2015-2019)
- Archer (st. 8) (2017-2023)